# Kłodawa (gromada w powiecie gdańskim)
Kłodawa – dawna gromada, czyli najmniejsza jednostka podziału terytorialnego Polskiej Rzeczypospolitej Ludowej w latach 1954–1972.
Gromady, z gromadzkimi radami narodowymi (GRN) jako organami władzy najniższego stopnia na wsi, funkcjonowały od reformy reorganizującej administrację wiejską przeprowadzonej jesienią 1954 do momentu ich zniesienia z dniem 1 stycznia 1973, tym samym wypierając organizację gminną w latach 1954–1972.
Gromadę Kłodawa z siedzibą GRN w Kłodawie utworzono – jako jedną z 8759 gromad na obszarze Polski – w powiecie gdańskim w woj. gdańskim na mocy uchwały nr 16/III/54 WRN w Gdańsku z dnia 5 października 1954. W skład jednostki weszły obszary dotychczasowych gromad Kłodawa, Trąbki Małe i Zła Wieś ze zniesionej gminy Trąbki Wielkie oraz obszar dotychczasowej gromady Żukczyn ze zniesionej gminy Łęgowo w tymże powiecie. Dla gromady ustalono 9 członków gromadzkiej rady narodowej.
1 stycznia 1958 z gromady Kłodawa wyłączono wieś Żukczyn, włączając ją do gromady Łęgowo w tymże powiecie, po czym gromadę Przezmark zniesiono, a jej (pozostały) obszar włączono do  gromady Trąbki Wielkie w tymże powiecie.